# Gibbus lyonetianus
Gibbus lyonetianus е изчезнал вид коремоного от семейство Streptaxidae.

## Разпространение
Видът е бил ендемичен за остров Мавриций.